# Фофана, Давид Датро
Дави́д Датро́ Фофана́ (фр. David Datro Fofana; род. 22 декабря 2002[…], Урагахио, Го-Джибуа) — ивуарийский футболист, нападающий английского клуба «Челси», выступающий на правах аренды за турецкий клуб «Гёзтепе», и сборной Кот-д’Ивуара.

## Футбольная карьера
Датро Фофана — уроженец Урагайо, суб-префектуре и коммуне в южно-центральной части Кот-д’Ивуара, известной тем, что в ней родились Серж Орье и Франк Кессье, именитые ивуарийские футболисты. Занимался футболом в ивуарийских командах «Абиджан Сити» и «АФАД Декану». В детстве часто просматривался скаутами из Франции, Бельгии и Норвегии. 2 февраля 2021 года Датро заключил четырёхлетний контракт с клубом «Молде».
Дебютировал за клуб 18 февраля 2021 года в поединке плей-офф Лиги Европы против немецкого «Хоффенхайма». Датро вышел на поле на 64-й минуте вместо Бьёрна Сигурдарссона и спустя 10 минут смог отличиться, принеся «Молде» ничью, что поспособствовало выходу команды в следующий раунд. Также Датро появлялся на поле в следующей серии поединков против испанской Гранады — дома и на выезде, — однако забить не смог и вместе с командой по сумме двух встреч вылетел из турнира.
9 мая 2021 года Датро дебютировал за «Молде» в чемпионате Норвегии, выйдя на поле на замену на 69-й минуте в поединке первого тура сезона 2021 против «Кристиансунна».
22 сентября 2019 года Датро дебютировал за сборную Кот-д’Ивуара в отборочном поединке к чемпионату африканских наций против сборной Нигера.

### Клубная статистика
| Выступление      | Выступление      | Лига | Лига | Кубки | Кубки | Еврокубки | Еврокубки | Прочие | Прочие | Всего | Всего |
| Клуб             | Сезон            | Игры | Голы | Игры  | Голы  | Игры      | Голы      | Игры   | Голы   | Игры  | Голы  |
| ---------------- | ---------------- | ---- | ---- | ----- | ----- | --------- | --------- | ------ | ------ | ----- | ----- |
| Молде            | 2021             | 18   | 0    | 3     | 1     | 3         | 1         | 0      | 0      | 24    | 2     |
| Молде            | 2022             | 24   | 15   | 5     | 3     | 12        | 4         | 0      | 0      | 41    | 22    |
| Молде            | Итого            | 42   | 15   | 8     | 4     | 15        | 5         | 0      | 0      | 65    | 24    |
| Всего за карьеру | Всего за карьеру | 42   | 15   | 8     | 4     | 15        | 5         | 0      | 0      | 65    | 24    |